# Ferdinand Chevalier
Ferdinand Chevalier (?, 1835 - ?,?) was een Belgisch kunstschilder.

## Levensloop en oeuvre
Ferdinand Chevalier was leerling aan de Academie in Düsseldorf bij Andreas Achenbach, een beroemd Duits romantisch landschapschilder.  Hij was nadien woonachtig in Brussel. Hij schilderde romantische landschappen, vaak berglandschappen.  Hij legde ook een hele reeks olieverfschetsen aan met studies van wolkenformaties. In deze kleine plein-air schilderijtjes toonde hij zich een ware meester met oog voor realisme. Hij werkte vaak in Stavelot en in de Hoge Venen. Zijn activiteiten zijn gedocumenteerd tot ca. 1890.

## Tentoonstellingen
- 1998, Bachte-Maria-Leerne, Ooidonk Fine Arts : "Hemels en vlakten" (tentoonstelling van zijn wolkenstudies)